# Chibougamau
Chibougamau är en stad (kommun av typen ville) och tätort (centre de population) i provinsen Québec i Kanada. Den ligger i regionen Nord-du-Québec, i den östra delen av landet, 500 km norr om huvudstaden Ottawa. Antalet invånare vid folkräkningen 2021 var 7 233 i staden och 6 491 i tätorten.